# Dermaji
Dermaji is een bestuurslaag in het regentschap Banyumas van de provincie Midden-Java, Indonesië. Dermaji telt 4951 inwoners (volkstelling 2010).